# Anurogryllus hierroi
Anurogryllus hierroi är en insektsart som beskrevs av Otte, D. och Perez-gelabert 2009. Anurogryllus hierroi ingår i släktet Anurogryllus och familjen syrsor. Inga underarter finns listade i Catalogue of Life.